# نهر فراه
نهر فراه, هو نهر يقع جنوب غرب أفغانستان في ولاية فراه, يمر النهر عبر مدينة فراه. ينتهي النهر في مستنقعات ولاية هلمند قرب الحدود الأفغانية الإيرانية.